# Rugilė Miklyčiūtė
Rugilė Miklyčiūtė (* 4. Mai 2005 in Kaunas) ist eine litauische Leichtathletin, die sich auf den Stabhochsprung spezialisiert hat und in dieser Disziplin aktuell Inhaberin des Landesrekordes ist. Šie lernt an der Sportschule Kaunas (Kauno sporto mokykla „Startas“).

## Sportliche Laufbahn
Erste Erfahrungen bei internationalen Meisterschaften sammelte Rugilė Miklyčiūtė im Jahr 2022, als sie bei den U18-Europameisterschaften in Jerusalem mit übersprungenen 3,70 m in der Qualifikationsrunde ausschied. Im Jahr darauf brachte sie bei der 2. Liga der Team-Europameisterschaft im Rahmen der Europaspiele in Chorzów keinen gültigen Versuch zustande. Anschließend gewann sie bei den U20-Europameisterschaften in Jerusalem mit neuem Landesrekord von 4,15 m die Silbermedaille. 2024 verbesserte sie den Landesrekord auf 4,26 m und verpasste bei den U20-Weltmeisterschaften in Lima mit 3,95 m den Finaleinzug. Im Jahr darauf wurde sie bei der 1. Liga der Team-Europameisterschaft in Madrid mit 4,30 m Fünfte im B-Finale, ehe sie bei den U23-Europameisterschaften in Bergen mit neuem Landesrekord von 4,35 m die Silbermedaille hinter der Tschechin Viktorie Ondrová gewann.
In den Jahren 2020 und von 2022 bis 2024 wurde Miklyčiūtė litauische Meisterin im Stabhochsprung im Freien sowie von 2020 bis 2025 in der Halle.